# 로버트 와인버그
로버트 앨런 와인버그(Robert Allan Weinberg, 1942년 11월 11일 ~ )는 미국의 생물학자이며, 매사추세츠 공과대학 (MIT)의 교수다. 그의 연구는 종양유전자 와 인간 암의 유전적 기초 분야이다.
로버트 와인버그는 또한 Broad Institute와 제휴하고 있으며 Whitehead Institute for Biomedical Research의 창립 멤버이다. 와인버그와 MIT 동료 Eric Lander는 암 줄기세포를 표적으로 하여 암을 치료하는 약물을 발견하고 개발하는 데 주력하는 바이오 제약 회사인 Verastem의 공동 설립자이다.
와인버그는 1964년 매사추세츠 공과대학에서 생물학으로 SB를, 1969년 같은 연구소에서 생물학 박사 학위를 받았다. 그는 앨라배마주 터스컬루사에 있는 스틸만 칼리지에서 생물학 강사(1965 – 1966)였으며 Weizmann Institute of Science 의 Ernest Winocour 연구실(1969 – 1970)과 Salk Institute for Biological Studies ( 1970 – 1972). 그는 1972년에 MIT에 합류했다.
그는 최초의 인간 발암 유전자 Ras 와 최초의 종양 억제 유전자 Rb 발견한 것으로 가장 잘 알려져 있다. 이는 Natalie Angier 의 책 Natural Obsessions에 부분적으로 기록되어 있으며 그녀가 Weinberg의 연구실에서 보낸 1년에 대해 설명한다.
20세기 후반에 유전학의 발전으로 100가지가 넘는 암 세포 유형이 발견되었다. 암세포는 어리둥절할 정도로 다양하기로 유명했다. 암의 공통점을 찾기가 어려웠다.
그와 Douglas Hanahan 은 2000년 1월에 발표된 "The Hallmarks of Cancer "라는 획기적인 논문을 작성했다 하나의 변절한 세포가 치명적인 암을 유발하기 위한 6가지 요건을 제시했다. 2011년에 그들은 업데이트된 리뷰를 발표했다.